# اچ‌دی ۱۵۲۰۷۹
اچ‌دی ۱۵۲۰۷۹ یک ستاره است که در صورت فلکی آتشدان قرار دارد.